# Kapan
Kapan (in armeno Կապան?, già Ghapan, Kafan e Madan) è una città di circa 45 500 abitanti (2007) della provincia di Syunik in Armenia, a un chilometro dal confine con l'Azerbaigian. Durante il periodo sovietico, la città aveva il nome Ghapan (in armeno Ղափան? ). Kapan è la città più popolosa della provincia di Syunik e dell'intera regione dell'Armenia meridionale.

## Etimologia
L'etimologia del nome viene dal verbo armeno kapel (կապել) che significa racchiudere, in questo caso indicando il fatto che la città è racchiusa all'interno di una catena montuosa.

## Storia
L'area dell'odierna Kapan viene menzionata per la prima volta nel V secolo ed è descritta come un piccolo insediamento. Storicamente questa regione era parte integrante della provincia storica di Syunik, una delle nove province (nahang) del Regno d'Armenia. Alla fine del X secolo, il sovrano di Syunik, ovvero il principe Smbat II, si insediò a Kapan dove fondò il Regno di Syunik-Baghk proclamandosi sovrano sotto la protezione del regno bagratide d'Armenia. Nel 1103 la città venne messa a ferro e fuoco dall'invasione dei Selgiuchidi, e, tra il XII ed il XV secolo, insieme al resto del regno armeno, il territorio subì una successione di invasioni, prima da parte dei mongoli e poi dei Turcomanni della Pecora Bianca ed in ultimo dai Turcomanni della Pecora Nera. Agli inizi del XVIII secolo Kapan vide sorgere la figura del leader militare armeno Davit Bek, il condottiero armeno che, partendo proprio dalla provincia di Kapan, guidò il suo popolo nella lotta di liberazione dal dominio dell'Impero ottomano e dall'Impero Safavide. 

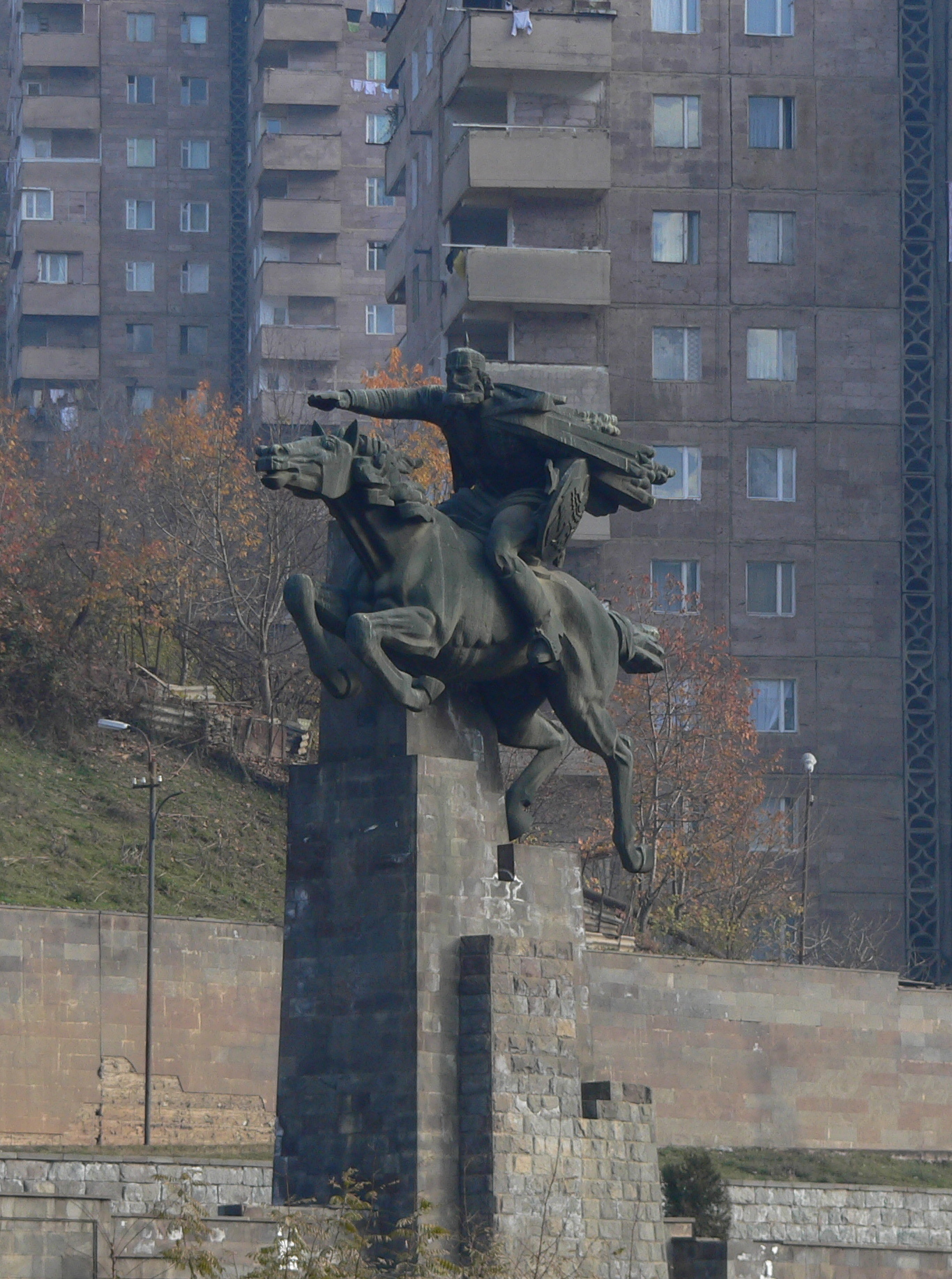
Monumento dedicato a Davit' Bek a Kapan

## Sport
I due club calcistici cittadini sono il Syunik e il Ganjasar, ambedue militanti nella seconda divisione nazionale.

## Amministrazione

### Gemellaggi
- Glendale (California)